# Остров Анненкова
О́стров А́нненкова (англ. Annenkov Island, до 1819 года — О́стров Пикерсгила) — необитаемый остров в южной части Атлантического океана, в 13 км к западу от Южной Георгии. Административно является частью заморской территории Великобритании Южная Георгия и Южные Сандвичевы Острова (то есть принадлежит Соединённому Королевству, но не является его частью).

## География

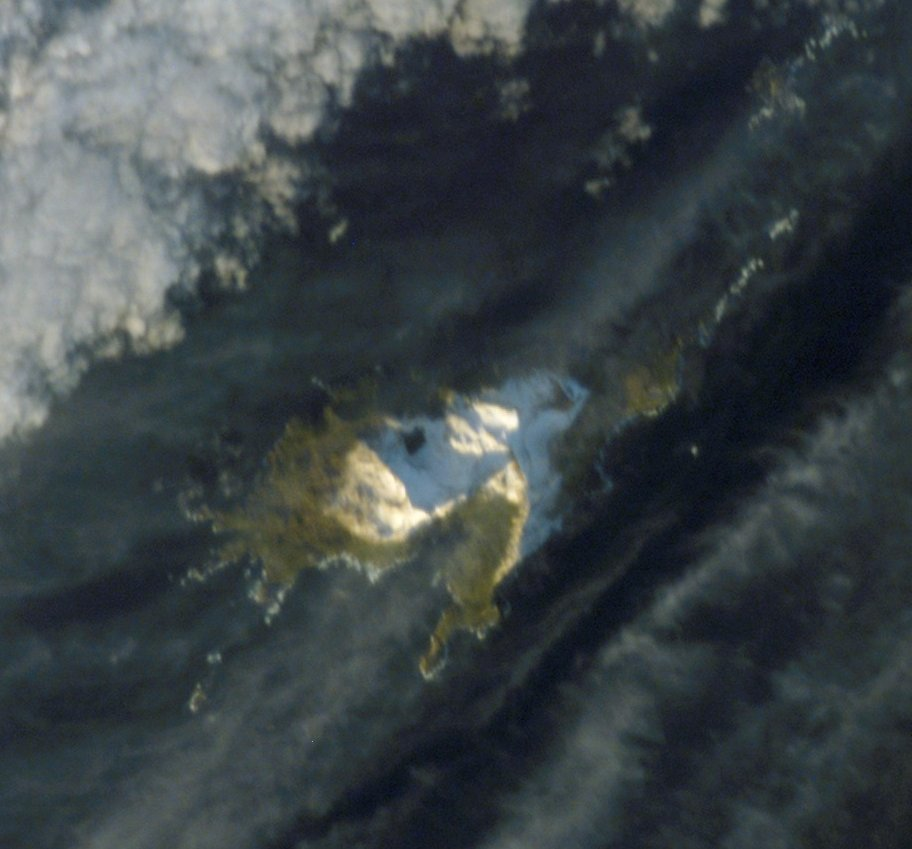
Спутниковый снимок острова

Остров почти круглый, 7,5 миль в диаметре. Самой высшей точкой острова Анненкова, протяжённого на 6 км, является гора Олстад-Пик, возвышающаяся на 650 м над уровнем моря.
На острове практически отсутствует какая-либо растительность. Тем не менее посещать остров можно только со специальным разрешением, так как он является местом гнездования более чем 500 пар странствующих альбатросов (Diomedea exulans).

## История
Остров был открыт 20 января 1775 года Джеймсом Куком во время его второго путешествия в Южный океан. Изначально остров был назван островом Пикерсгила в честь лейтенанта на корабле HMS Resolution. 15 (27) декабря 1819 года экспедицией Фаддея Фаддеевича Беллинсгаузена был повторно обнаружен остров Пикерсгила, Беллинсгаузен полагал что открыл новый остров и дал ему название в честь лейтенанта шлюпа «Мирный» Михаила Дмитриевича Анненкова, так и закрепилось новое название, а имя Пикерсгила осталось за группой небольших остров южнее.

## Население
Остров является необитаемым (2012).